# Franz Gröppel
Franz Gröppel (* 24. Januar 1856 in Heringhausen; † 9. März 1923) war ein deutscher Unternehmer. 

## Leben
Er war der Vater von Karl Gröppel, dem späteren Direktor der aus dem väterlichen Unternehmen entstandenen WEDAG. 

## Wirken
Gröppel arbeitete zunächst als Konstrukteur im Ingenieurbüro von Carl Lührig. 1897 gründete er in Hofstede bei Bochum eine Fabrik für Ersatzteile, später auch Anlagen für Kohle-Aufbereitung, die Maschinenfabrik für Aufbereitungs- und Bergwerksanlagen. 